# Cheilanthes caudata
Cheilanthes caudata är en kantbräkenväxtart som beskrevs av Robert Brown. Cheilanthes caudata ingår i släktet Cheilanthes och familjen Pteridaceae. Inga underarter finns listade.